# Thé au Vietnam

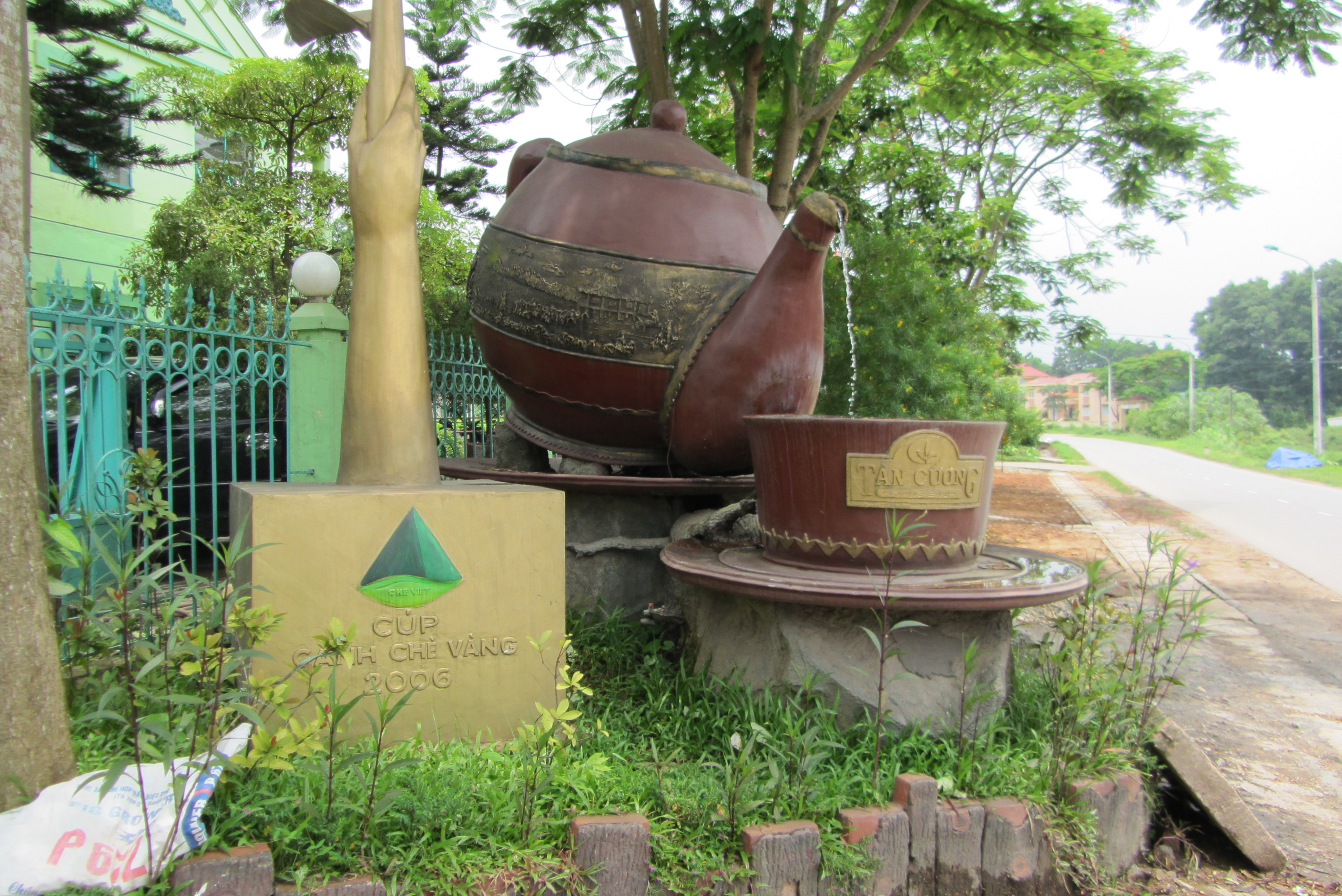
Statue de théière devant l’usine Tân Cương à Thái Nguyên.

Le thé au Vietnam a été produit pendant des milliers d'années, essentiellement pour une consommation locale. Puis, la colonisation française a développé une industrialisation de la production de thé, destiné à l'export (Afrique du Nord, Amérique du Nord et Europe). Les guerres, d'indépendance puis civiles, ont conduit à la destruction ou l'abandon des plantations. Celles-ci se sont reconstruites peu à peu, à l'aide d'investissements étrangers, d'abord en provenance d'URSS et de Chine, puis de Taïwan, du Japon et des États-Unis ; ceux-ci ont permis une modernisation, une diversification, une augmentation et une montée en gamme de la production, faisant du Vieynam le cinquième producteur de thé mondial.
D'abord réputé pour ses thés sombres et sa spécialité de thé au lotus, le Viêt Nam produit aussi des oolongs, des thés verts et noirs, ces derniers à la fois par méthode orthodoxe et CTC.
Parmi les différentes régions, la Thái Nguyên est considérée comme ayant le meilleur thé de qualité à travers le Vietnam (et dans toute l'Indochine par les Français pendant la colonisation),. Un thé vert vietnamien de haute qualité, en particulier de la commune Tân Cương de Thái Nguyên, a un fort goût amer sur le bout de la langue, mais se transforme plus tard en une douceur profonde et persistante.

## Histoire

### Avant 1887, consommation locale
L'histoire du thé au Viêt Nam remonte au temps de la dynastie Hồng Bàng (-2879/-258), qui régnait sur la partie Nord du pays. Jusqu'au XIXe siècle, la production sert essentiellement la consommation locale.
La création du thé au lotus, spécialité exclusivement vietnamienne, viendrait du règne de l'empereur Tự Đức.

### Colonisation française, développement pour l'export (1887-1945)

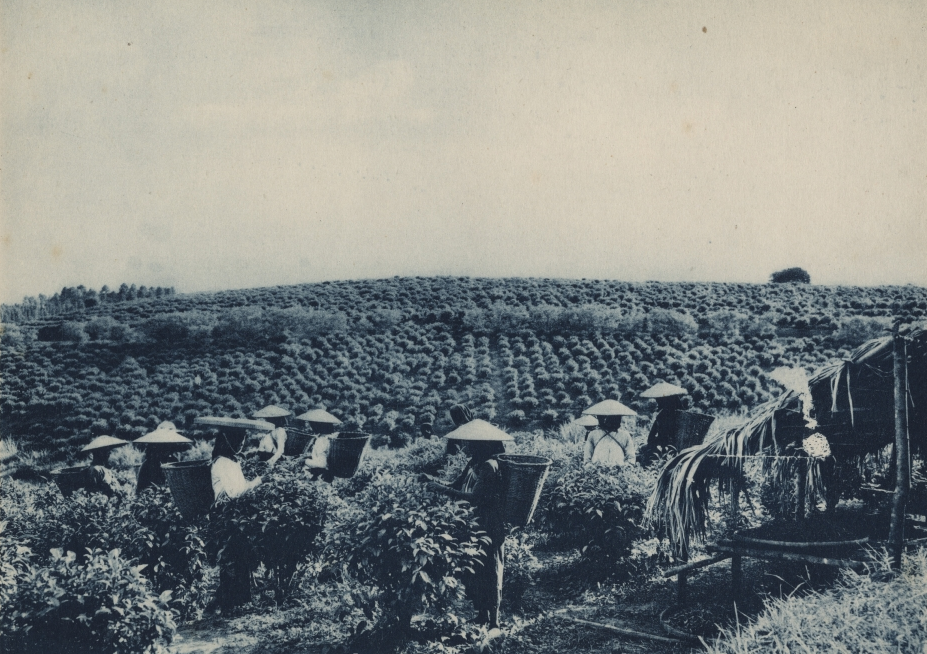
Récolte du thé en Indochine, héliogravure de l'A. E. de l'Indochine réalisée dans la première moitié du XXe siècle et conservée au musée Nicéphore Niépce

Avec la colonisation française arrive l'industrialisation de la production, destinée à être vendue en France métropolitaine, au Maghreb colonial et dans le reste de l'Europe. Les premières études de terrain sont réalisées en 1885 autour du Da et du Mékong, suivi de la plantation en 1890 de 60 hectares de thé dans la province de Phú Thọ, cultivée selon des techniques importées d'Indonésie et du Sri Lanka et utilisant du matériel venu du Royaume-Uni. Le centre de recherche d'agro-foresterie de Phú Tho est fondé en 1918, suivi en 1927 par celui de la province de Gia Lai et en 1931 par celui de la province de Lâm Đồng. La première usine voit le jour en 1923 et produit thé vert, thé noir, thé au lotus et fleurs de thé (en),. En 1945, près de 14 000 hectares sont cultivés, pour une production de 6 mille tonnes.
À cette époque, le thé vert du Viet Nam est considéré par les amateurs européens comme de moins bonne qualité que celui de Chine, tout en étant populaire en Amérique du Nord. Le thé noir, quant à lui, et surtout les spécialités locales que sont thé au lotus et fleurs de thé sont très appréciées,.

### Période chaotique (1945-1995)
Les guerres, d'indépendance envers la France et civile, aboutissement soit au délaissement, soit à la destruction des plantations,,. La production de thé n'est pas une priorité politique, le gouvernement préférant que les terres agricoles soient réorientées vers la culture vivrière.
À la fin des années 1970, l'URSS impulse un programme de renouveau du thé vietnamien, fournissant des financements qui permettent de relancer le centre de recherche de Phú Thọ et le développement de coopératives et de nouveaux cultivars, ainsi que de l'équipement agricole venu de Russie et de Chine. De plus, l'appartenance du Viêt Nam au bloc communiste lui assure le marché russe, en particulier sur les thés noirs.
Mais avec l'effondrement du bloc soviétique, ces marchés se ferment, provoquant une nouvelle crise de l'industrie du thé.

### Renouveau (depuis 1995)
En 1995, le thé vietnamien bénéficie d'investissements étrangers en provenance du Japon, de Taïwan, d'Irak et du Royaume-Uni ; cet afflux d'argent permet l'accroissement des surfaces cultivées, de la productivité et de la qualité du thé, ainsi que de la création de nouveaux cultivars. Les plantations de théiers passent de 95 000 à 135 hectares entre 2001 et 2009, pour une exportation passant de 52 000 à 136 000 tonnes. Cette période correspond aussi au début de la production de oolongs, à partir de cultivars venus de Taïwan, ainsi que de thé CTC vert et noir, dans le pays.
Si des tensions existent entre les tenants de la promotion du thé traditionnel vietnamien et ceux qui préfèrent suivre les dernières innovations, ce ne sont pas elles qui représentent les plus grands défis du thé vietnamien. En effet, de nombreux investissements sont encore nécessaires, afin de pouvoir augmenter la qualité (gustative et en matière de santé) des thés produits, d'assurer la stabilité de la chaîne de production et d'établir une véritable organisation vietnamienne des producteurs de thés.
Des ONG sont aussi de plus en plus présentes, que ce soit Rainforest Alliance qui vise à la certification écologique des plantations ou d'autres plus tournées vers les intérêts des fermiers, les aidant à créer de coopératives ou à se former à la négociation de prix.

## Production

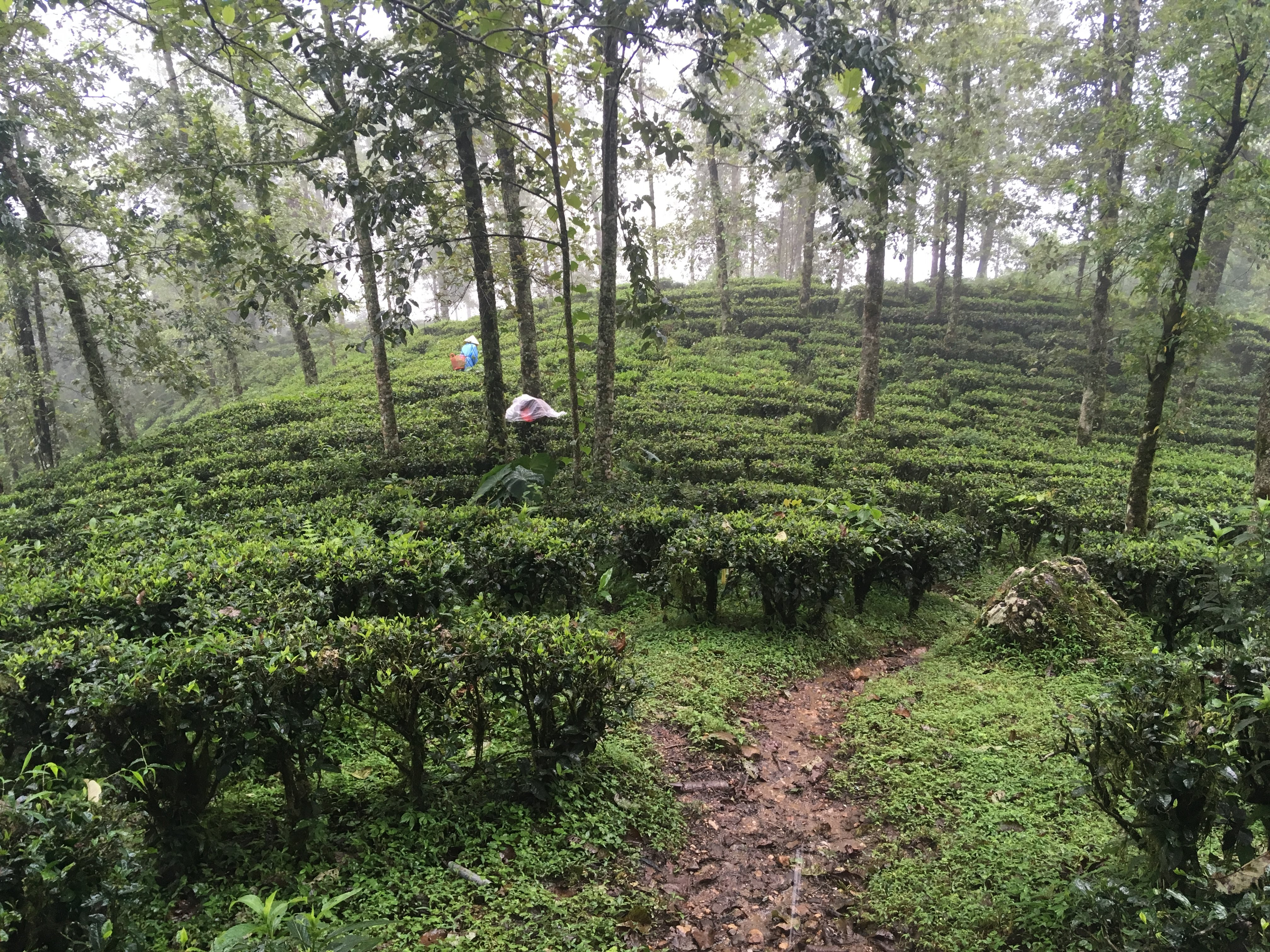
Plantation de thé à Sa Pa, 2018. l'alignement des théiers est orthogonal au sens de la pente, alors qu'il était le long de la ligne de pente pour la photographie du début du XXe siècle. Cela permet de réduire l'érosion des sols.

Il existe environ 700 plantations de thé au Vietnam, auxquelles s'ajoutent de nombreux petits lots. Cela représente 135 000 hectares cultivés, dont 70 % appartiennent à de petits exploitants. La production annuelle moyenne est de 175 000 tonnes, produite de mars à novembre dans les régions du Sud, et sur une période plus court, d'avril à octobre, dans le Nord.
53 % du thé produit est du thé noir (essentiellement orthodoxe, mais aussi CTC), 45 % est du thé vert ou du oolong, 2 % du thé jaune ou des spécialités de thés parfumés, en particulier du thé au lotus.
Si une partie des producteurs de thés mettent leur récolte sur le marché, d'autres sont liés contractuellement avec des usines de fabrication de thé qui leur demandent l'exclusivité. Ces usines peuvent être la propriété de l'État vietnamien, ou d'entreprises privées vietnamiennes et étrangères.

### Région de Vietbac
Cette région, qui correspond aux provinces de Hà Giang, Yên Bái, Tuyên Quang, Lào Chi, Bắc Kạn et Can Bắng, a une production divisée en deux : dans les régions montagneuses est produit le Shan Tuyet et d'autres thés noirs de bonne qualité ; les zones de plus basse altitudes sont quant à elle dévolues à la production industrielle de thé CTC. Avec 41 000 hectares cultivés, est la plus grande région de thé en surface du pays.
Si la production de Shan Tuyet est rentable, celle de thé CTC, initialement créée pour réduire la pauvreté de la région, s'est avérée être un échec économique, en particulier en raison de la forte utilisation d'engrais et d'autre produits phytosanitaires, qui augmentent le coût de revient tout en rendant le thé plus difficile à vendre. En 2013, les agriculteurs de la région changèrent leurs pratiques, se tournant vers une agriculture plus durable qui leur permit de mieux vendre leurs thés et à des prix plus élevés.

### Région des plateaux du Nord
La région, qui regroupe les provinces de Thái Nguyên, Phú Tho, Hòa Bình, Hà Tây, Hanoï et Vĩnh Phúc, est la principale région productrice du pays en tonnage, et 9% des surfaces agricoles, soit 35 000 hectares, y est occupée par des théiers. Ceux-ci y sont souvent des camélia sinensis assamica La production de thé y est une activité très importante pour l'économie de la région, puisqu'elle emploie de nombreux petits producteurs (15 000 lots familiaux). En 2009, de nombreux programmes sont réalisés pour renouveler les théiers et améliorer la chaîne de production.
Les thés produits sont des thés noirs et verts, et au jasmin.

### Région des plateaux du Sud
Cette région correspond aux provinces de Lâm Đồng, Gia Lai, et Kon Tum ; si la production était essentiellement de thé noir, d'abord à destination du marché occidental, puis de l'URSS, elle s'est ensuite très diversifiée dans les années 1990 avec la production de thé sombres, thés au lotus, thés au jasmin, oolong, notamment de thés de style Bao Zhong, et thé vert Shan Tuyet. Les plantations couvrent près de 24 000 hectares et produisent 27% du thé du pays.

### Région Nord-Ouest
La région, qui regroupe les provinces de Sơn La, Lai Châu et Điện Biên, montagneuse et froide, est surtout connue pour ses théiers centenaires, dont l'origine est disputée : soit plantés par les français lors de la colonisation puis abandonnés, soit théiers sauvages. Ces théiers produisent peu en quantité en raison de leur âge et sont difficiles à récolter : n'ayant pas été régulièrement coupés à hauteur de main d'homme, ils font plusieurs mètres de haut et nécessitent donc d'être escaladés. Toutefois, le thé vert produit, le Shan Tuyet (vi), aussi appelé Tra Shan Tuyet, est particulièrement rentable : il est un pilier de l'économie locale et les gouvernements provinciaux en encouragent le développement.
La région produit aussi des oolongs à partir de cultivars taïwanais destinés aux blends ainsi que des thés noirs. 17 200 hectares sont cultivés, avec outre des versions rustiques de camelia sinensis assamica, des cultivars d'assamica et de cambodiensis.

### Région centrale
Cette région, qui correspond aux provinces de Thanh Hoa, Nghe An, et Ha Ting, est spécialisée dans le thé CTC noir et le thé vert orthodoxe bon marché pour sachets, produit sur 11 000 hectares ; grâce à des améliorations sur l'ensemble de la chaîne de production, les rendements sont bons, et dans les années 2010, de plus en plus d'agriculteurs de la région abandonnent la culture du maïs et du manioc pour celle du thé.

### Région Nord-Est
Elle correspond aux provinces de Quảng Ninh, Lạng Sơn et Bắc Giang ; ne couvrant que 2 000 hectares, les plantations de thé sont en mauvais état, avec des techniques de récolte ne correspondant pas aux standards du XXIe siècle et générant peu de revenus pour les agriculteurs. En 2014, la province de Quảng Ninh noue un partenariat avec Taïwan afin d'améliorer sa production et d'augmenter sa capacité d'export.

## Commercialisation
84% de la production vietnamienne est exportée ; celle-ci se retrouve partout dans le monde, avec 110 pays importateurs. En raison de la forte utilisation de pesticides, le Viet Nam ne peut exporter de thé en direction de l'Allemagne. L'exportation est gérée par de nombreuses entreprises, dont la plus grande, la Vinatea est propriété de l'État, bien que sa part de marché recule par rapport à des entreprises privées.
Le 19 juillet 1998, la Vietnam Tea Association (VITA) est fondée dans l’objectif d’éduquer les consommateurs, les agriculteurs et les commerçants sur les thés vietnamiens.
Du fait de la très bonne réputation qu'avaient les thés vietnamiens auprès du public européen lors de la période coloniale, beaucoup de thés vietnamiens commercialisés en France après l'indépendance continuent à porter le nom d'Annam. Le gouvernement Vietnamien organise, en 2011 et en 2013, le festival international du thé à Thái Nguyên, pour un budget de 100 milliards de đồng (autour de 4 million d'euros), afin de faire la promotion du thé vietnamien à l'international.
Les exports de thé vert CTC servent essentiellement à la production de thé glacé en bouteille.

## Consommation

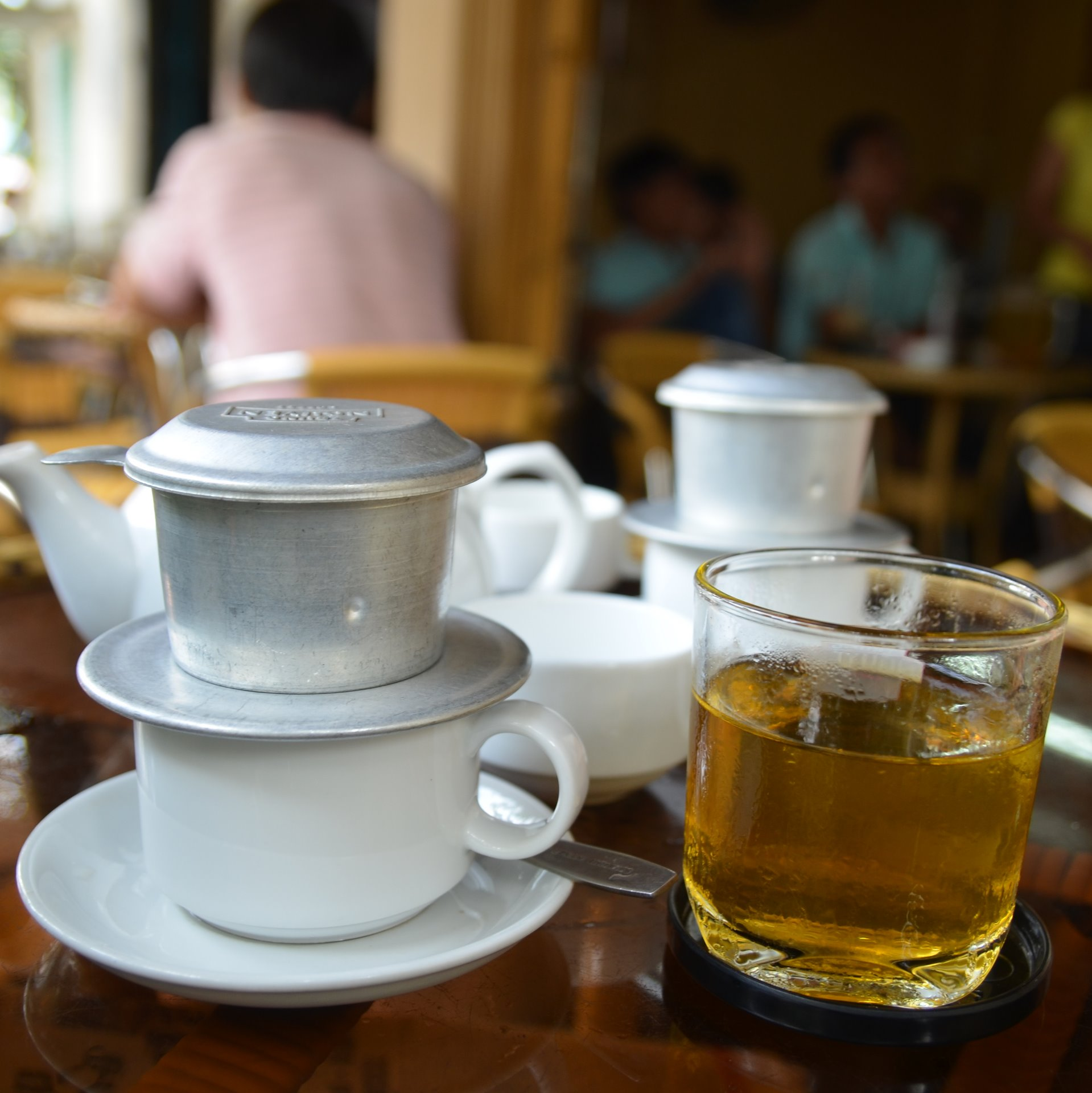
Café à Hô Chi Minh-Ville, servi avec un verre de thé, 2011

### Préparation
On utilise de l’eau de pluie dans les régions rurales et de l’eau en bouteille ou filtrée dans les milieux urbains, jamais d’eau du robinet. La théière et les tasses sont rincées à l’eau bouillante, puis on ajoute les feuilles de thé dans la théière, puis l’eau chauffée à environ 80°C. Après une dizaine de secondes, on ôte l’eau, puis on en verse à nouveau. On laisse infuser une minute à couvert, puis on sert dans les tasses.
Les feuilles sont souvent réutilisées, jusqu’à 4 infusions différentes, en rajoutant de l’eau dans la théière. Les ustensiles à thé sont souvent en céramique, et le village de Bat Trang, près de Hanoï, est réputé pour sa porcelaine de qualité.

### Thé au lotus
Le thé au lotus est fabriqué en laissant du thé vert absorber le parfum naturel des fleurs de lotus : d'abord, les fleurs de lotus sont cueillies, puis on leur retire leurs pétales ; ensuite, les étamines sont collectées et tamisées, pour être placées sur le thé dans une large poêle pendant deux jours ; le mélange est ensuite emballé dans du papier ciré, qui est lui-même enroulé autour d'une poêle pleine d'eau ; l'ensemble est à nouveau emballé dans du papier et une épaisse couverture et placé dans un panier de bambou pendant 12h ; une fois l'opération finie, les étamines sont enlevées à la main.
Ce thé est souvent consommé à l'occasion de Têt.

### Occasions
En ville, on boit souvent du thé chez les marchands de rue, surtout devant des infrastructures de transports en commun et dans les immeubles de bureaux.
Dans les restaurants vietnamiens, y compris à l'étranger, une petite tasse de thé est habituellement servie une fois que le repas a été commandé, resservie à volonté gratuitement.

## Demande
Le thé est servi nature. Traditionnellement, le thé vert (tra xanh) est le plus souvent consommé. L'essentiel de la production orthodoxe de thé vert est consommé dans le pays. En 2011, le thé vert constitue 63 % de la valeur vendue dans le pays.
Les variantes de thé noir (chè tàu) sont également largement utilisées et son très souvent parfumées jasminum sambac (chè nhài, tra lài).

## Représentation culturelle du thé
Les théiers multi-centenaires du nord-ouest du pays, le long de la frontière avec le Laos et la Chine, sont des symboles de vitalité et d'endurance ; leur thé est réputé apporter force et santé.